# Фюрнон, Людивин
Людивин Фюрнон (фр. Ludivine Furnon. род. 4 октября 1980) — французская спортивная гимнастка. Бронзовая медалистка в вольных упражнениях Чемпионата мира 1995 года, чемпионка Европы 2000 года (тоже в вольных упражнениях), абсолютная чемпионка Франции (1998, 1999). Дважды представляла Францию на Олимпийских играх —  в 1996 и 2000 годах.